# Rafał Bryndal
Rafał Tadeusz Bryndal (ur. 8 stycznia 1960 w Kościanie) – polski satyryk, autor tekstów piosenek, dziennikarz, twórca zespołów kabaretowych, sztuk teatralnych oraz scenariuszy sitcomów.

## Życiorys
Urodził się 8 stycznia 1960 w Kościanie. Jego rodzice byli lekarzami. Ma trzech młodszych braci: Jacka (współzałożyciela zespołu Kobranocka), Michała (byłego perkusistę zespołu SOFA) i Jakuba (freestylowca i producenta muzycznego).
Ukończył I Liceum Ogólnokształcące im. Mikołaja Kopernika w Toruniu, dwukrotnie zdawał bez powodzenia na medycynę. Pracował jako pielęgniarz na oddziale wewnętrznym. Podjął naukę w szkole hotelarskiej, następnie zdał na studia prawnicze na UMK, jednak po czwartym roku został skreślony z listy studentów. Podczas studiów rozpoczął karierę kabaretową, wraz z Mariuszem Lubomskim tworząc kabaret I z Poznania i z Torunia, z którym zdobył pierwszą nagrodę na festiwalu PAK-a w Krakowie i odbył trasę koncertową po Polsce.
W 1989 wyjechał w celach zarobkowych do Kanady, gdzie pracował jako dozorca i konserwator budynków. Po powrocie z Kanady zamieszkał w Warszawie. Pisał teksty, które były wykorzystywane w programach telewizyjnych, m.in. w talk-show Alicji Resich-Modlińskiej. W 1992 wraz z bratem Jackiem założył zespół muzyczny Atrakcyjny Kazimierz. Pisał felietony do miesięcznika „Twój Styl” i magazynu pop-kulturalnego „Chimera”, którego został dyrektorem muzycznym. 
W 1998 rozpoczął współpracę z redakcją Radia Zet, na którego antenie przez kolejne 17 lat prowadził audycje: Załóż się, Rozmowy Rolowane (1998–2006, 2007–2015), Szyc z Bryndalem, czyli o dwóch takich, co mogą ukraść wszystko, Tydzień z głowy (2009–2010), Happy End w Radiu Zet (2010–2011), Radio Zet na półce (2011), Taniec z Bryndalem (2011–2015), Listy do BE (2012–2013) i Życie podsłuchawki (2013).
Równocześnie z karierą redaktorską, w 2006 wystąpił w roli prowadzącego talk-show w filmie Bogusława Lindy Jasne błękitne okna, w 2007 uczestniczył w szóstej edycji programu rozrywkowego TVN Taniec z gwiazdami, a w 2008 wcielał się w postać taty Trendy w serialu kabaretowym TVP2 Rodzina Trendych. W latach 2015–2016 prowadził audycję Rafał Bryndal Jazz Quartet w Radiu Zet Chilli.
Od 13 lutego 2018 prowadzi w Meloradiu audycję Melosłownik.
Od 2022 roku współpracuje z internetowym RadioJAZZ.FM gdzie prowadzi cotygodniową autorską audycje muzyczną "Jazzurekcje Bryndala".

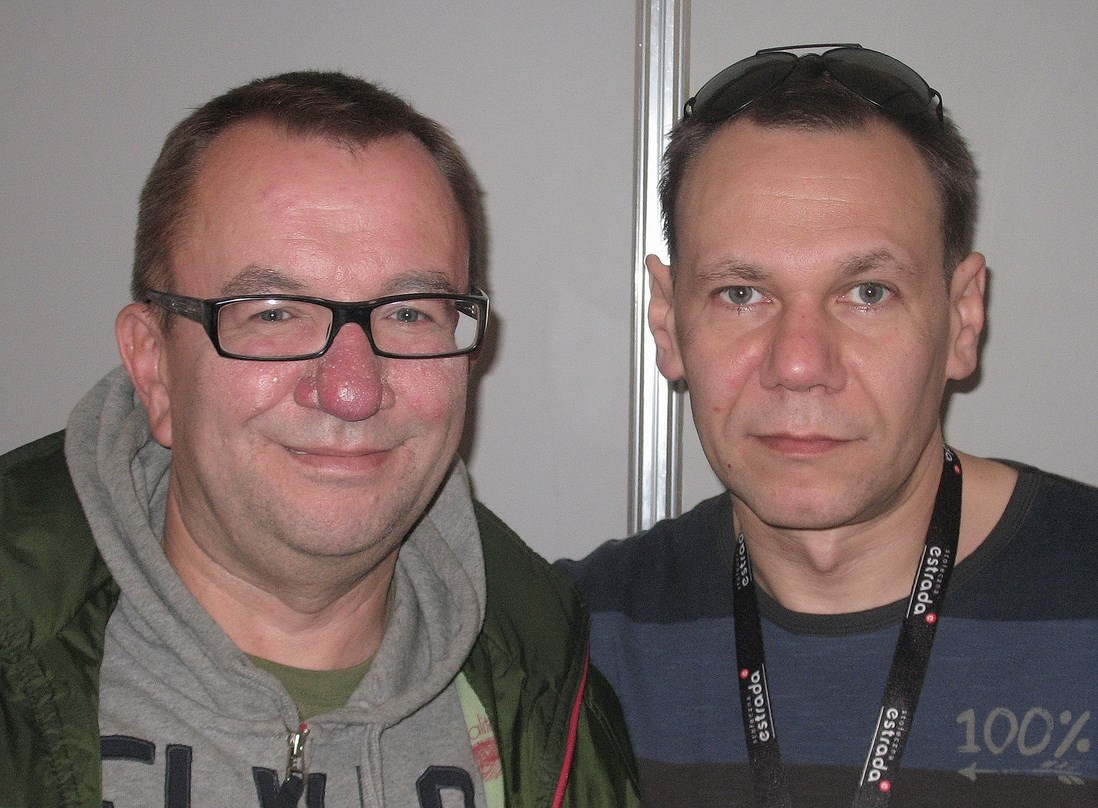
Rafał Bryndal wraz z bratem Jackiem, 2009

## Życie prywatne
Jego żoną była Dorota Bryndal (1964–2019), prawniczka, wspólniczka Kancelarii Gessel. W 1992 w Kanadzie urodził się ich syn Tymon.

## Filmografia
- 2006: Jasne błękitne okna jako prowadzący talk-show[1]
- 2008: 39 i pół jako woźny (2 odcinki)[1]
- 2008: Niania jako Tadeusz (1 odcinek)[1]

### Polski dubbing
- 2017: Koty i zaloty jako kot Kacper[1]
- Horton słyszy Ktosia (Horton Hears a Who!, 2008) jako narrator (tekst i wykonanie)
- Bionicle: Narodziny Legendy (Bionicle: The Legend Reborn, 2009) jako Ackar
- Prawdziwa historia Kota w Butach (The True Story of Puss’N Boots, 2009) jako Błazen

## Nagrody
- Nagroda w plebiscycie MediaTory w kategorii AkumulaTOR (2009)
- Nagroda specjalna ZAiKS-u (2019)[9]